# Edificio Joseph Gire
L'Edificio Joseph Gire (in portoghese Edifício Joseph Gire) è uno storico edificio di Rio de Janeiro in Brasile.

## Storia
L'edificio, progettato dall'architetto francese Joseph Gire e dall'architetto brasiliano Elisário Bahiana, venne eretto tra il 1927 e il 1929 diventando la sede del giornale A Noite.

## Descrizione
L'edificio, situato nel centro di Rio de Janeiro, presenta uno stile Art Déco.

## Galleria d'immagini

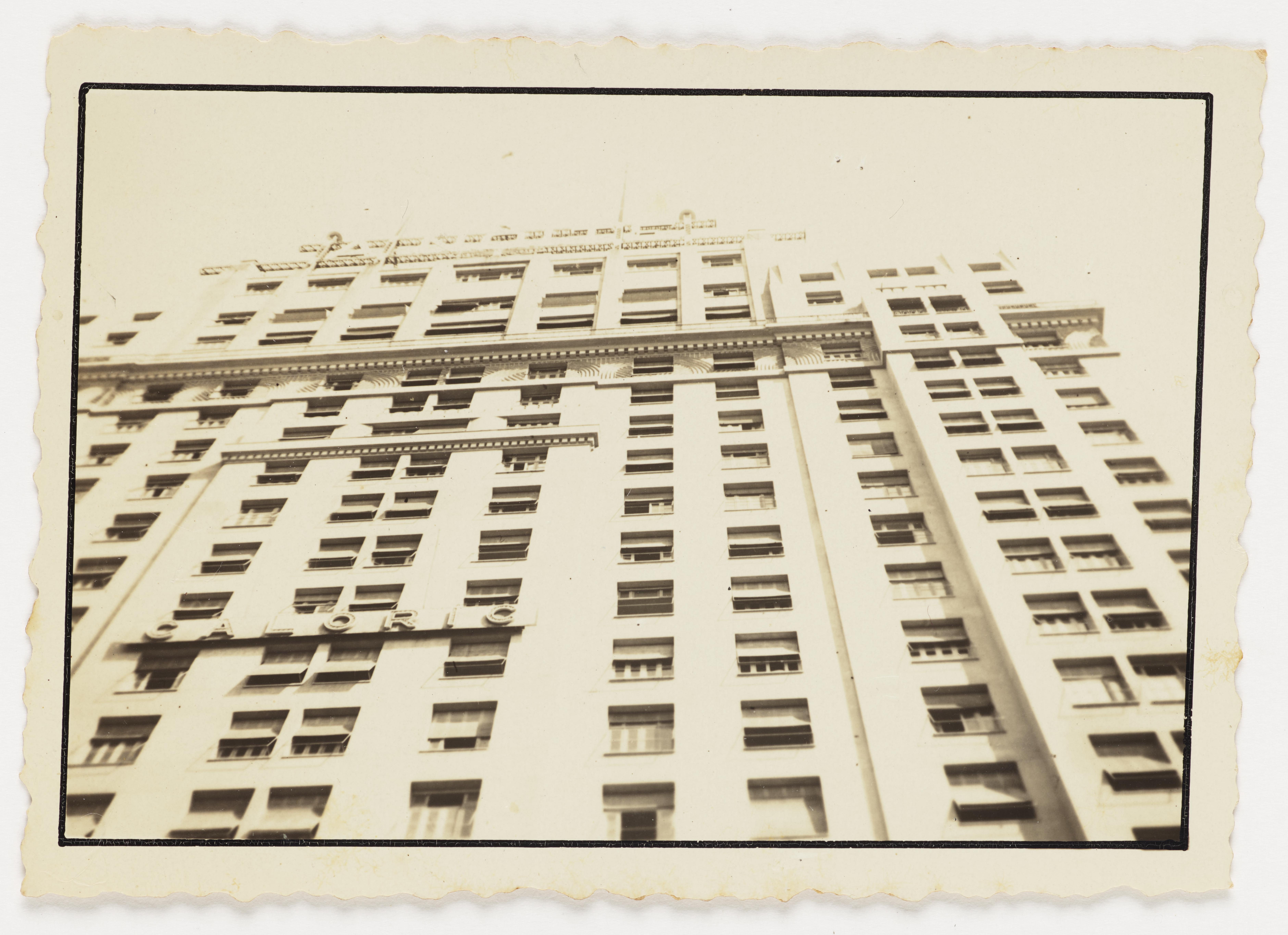
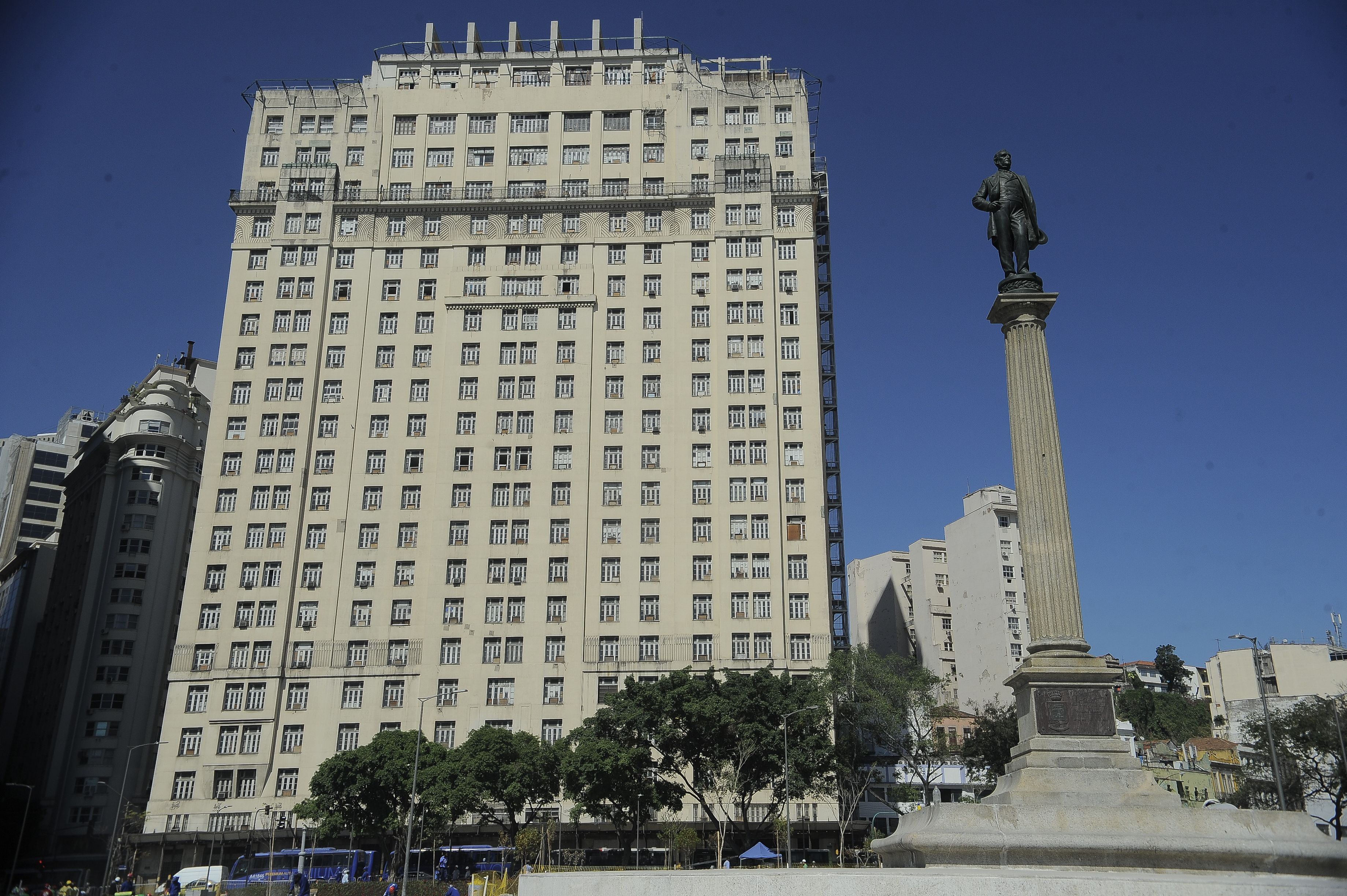
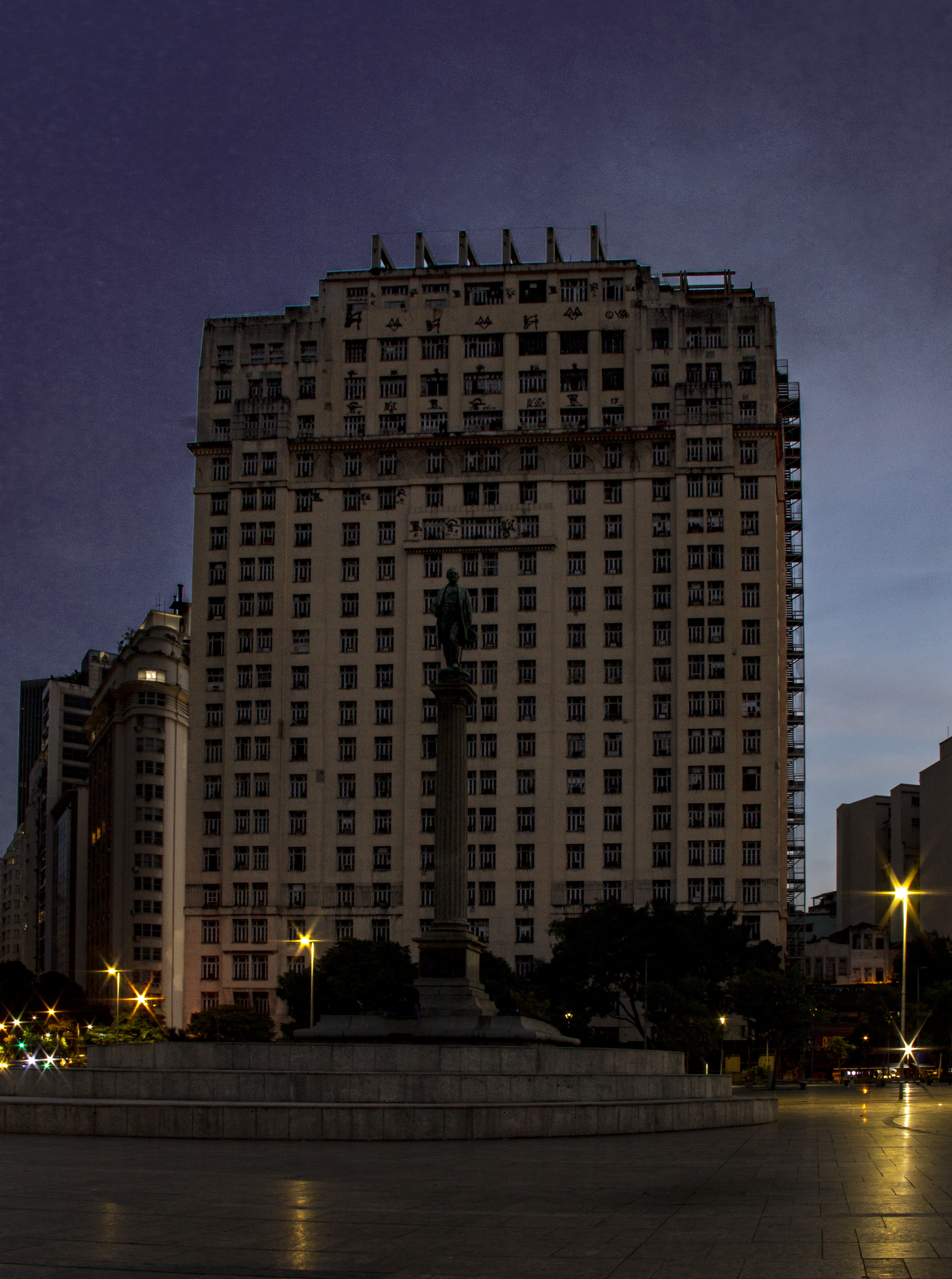